# Anta (distrito de Anta)
Anta é um dos 9 distritos da Província de Anta, situada na região de Cusco, Peru.

## Transporte
O distrito de Anta é servido pela seguinte rodovia:
- CU-110, que liga o distrito à cidade de Ollantaytambo
- CU-111, que liga o distrito à cidade de Maras
- PE-3SF, que liga o distrito à cidade de Abancay (Região de Apurímac)
- PE-3S, que liga o distrito de La Oroya à Ponte Desaguadero (Fronteira Bolívia-Peru) - e a rodovia boliviana Ruta 1 - no distrito de Desaguadero (Região de Puno)  [1][2][3]